# Eishockey-Europameisterschaft 1925

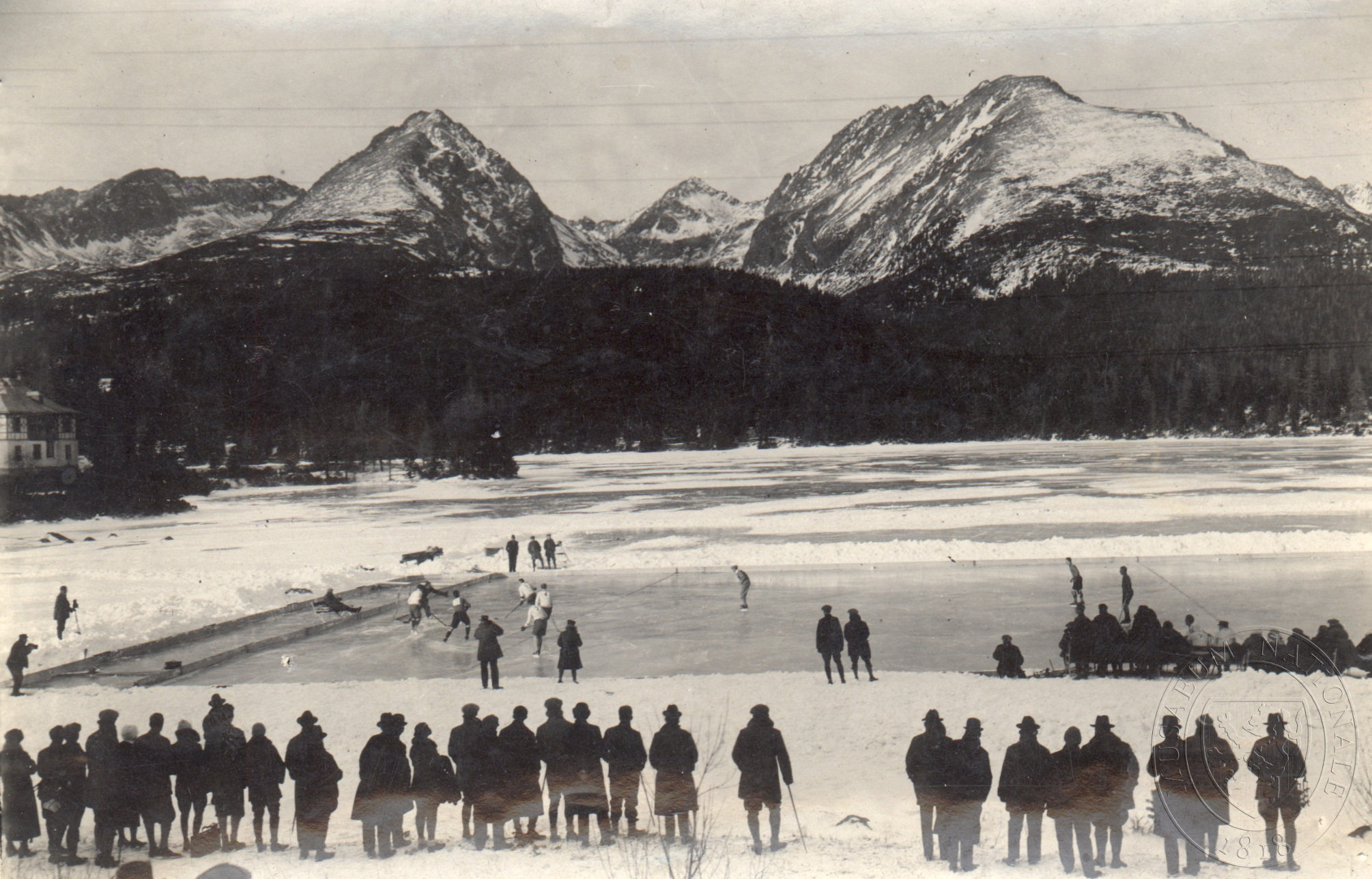
Spielfeld der Europameisterschaft

Die 10. Eishockey-Europameisterschaft fand zum zweiten Mal in der Tschechoslowakei statt. Das Turnier wurde vom 8. bis 11. Januar 1925 ausgetragen.
Spielort sollte zunächst die Slavia-Halle in Prag sein. Doch starkes Tauwetter verhinderte eine Austragung in der tschechoslowakischen Hauptstadt. So verlagerte man das Turnier kurzerhand in die Hohe Tatra, nach Štrbské Pleso und Starý Smokovec, wo man auf zwei Natureisseen, die man vom Schnee freiräumte, die Spiele austrug. Das Turnier war so durch eine sehr geringe Zuschauerresonanz geprägt, und die Begegnungen mussten immer wieder durch notwendiges Schneeräumen unterbrochen werden.
Nur vier Teams nahmen an der EM teil; neben Gastgeber Tschechoslowakei waren dies die Teams aus der Schweiz, aus Österreich und aus Belgien. Der Gastgeber holte sich souverän den Titel, womit die Tschechoslowakei ihre mittlerweile vierte (inkl. 1912 sogar fünfte) Europameisterschaft gewann.

## Spiele
| 8. Januar 1925             | Štrbské Pleso  | Schweiz          | – | Belgien    | 1:1 | (1:0, 0:1) |
|                            |                |                  |   |            |     |            |
| 9. Januar 1925             | Štrbské Pleso  | Tschechoslowakei | – | Österreich | 3:0 | (1:0, 2:0) |
|                            |                |                  |   |            |     |            |
| 11. Januar 1925            | Starý Smokovec | Tschechoslowakei | – | Schweiz    | 1:0 | (0:0, 1:0) |
| 11. Januar 1925            | Štrbské Pleso  | Österreich       | – | Belgien    | 2:0 | (1:0, 1:0) |
| 11. Januar 1925 Vormittags | Štrbské Pleso  | Österreich       | – | Schweiz    | 2:2 | (1:0, 1:2) |
| 11. Januar 1925            | Starý Smokovec | Tschechoslowakei | – | Belgien    | 6:0 | (4:0, 2:0) |

## Abschlusstabelle

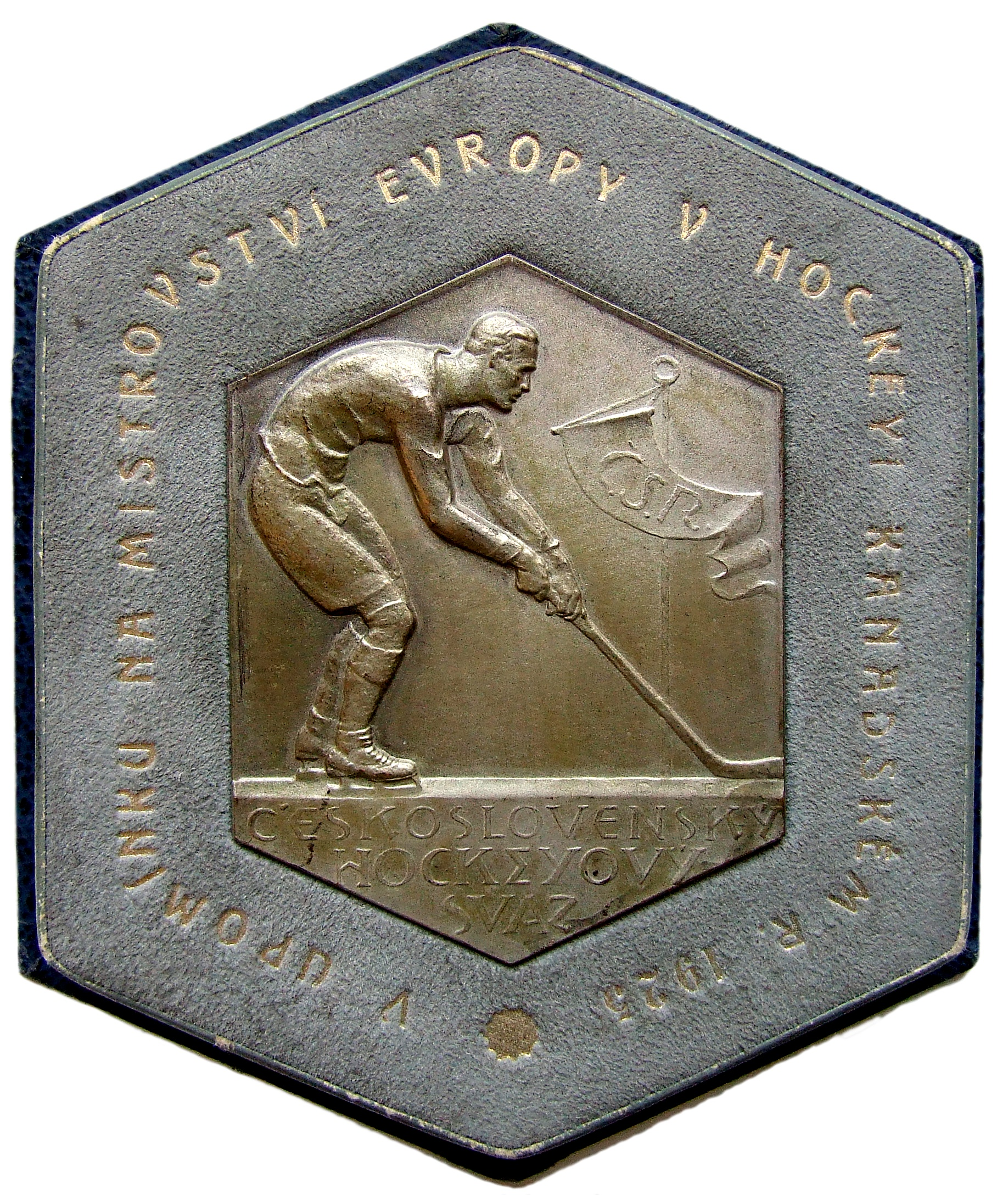
Gedenkmedaille zur Europameisterschaft 1925

| RF | Team             | Sp | Sg | Un | NL | Tore  | TD  | Pkte. |
| -- | ---------------- | -- | -- | -- | -- | ----- | --- | ----- |
| 1  | Tschechoslowakei | 3  | 3  | 0  | 0  | 10: 0 | +10 | 6:0   |
| 2  | Österreich       | 3  | 1  | 1  | 1  | 4: 5  | - 1 | 3:3   |
| 3  | Schweiz          | 3  | 0  | 2  | 1  | 3: 4  | - 1 | 2:4   |
| 4  | Belgien          | 3  | 0  | 1  | 2  | 1: 9  | - 8 | 1:5   |

Eishockey-Europameister 1925
 Tschechoslowakei

## Mannschaften
| Europameister Tschechoslowakei | Jan Peka, Jaroslav Stránský – Karel Pešek-Káďa, Karel Koželuh – Josef Šroubek, Jaroslav Jirkovský, Josef Maleček, Valentin Loos, Otakar Vindyš, František Lorenc, Jan Hamáček, Jaroslav Pušbauer |
| Silber Österreich              | Herbert Brück – Walter Brück, Louis Goldschmied, Alexander Lebzelter – Ulrich Lederer, Alfred Revi, Kurt Wollinger                                                                               |
| Bronze Schweiz                 | Roberto Angi, Jaques Besson, Louis Dufour, Charles Fasel, Albert Geromini, Fritz Kraatz, Heini Meng, Paul Müller, Alexander Spengler                                                             |